# Harold Hecht
Pour les articles homonymes, voir Hecht.
Harold Hecht est un producteur américain né le 1er juin 1907 à New York et décédé le 26 mai 1985.

## Filmographie
- 1948 : Les Amants traqués (Kiss the Blood Off My Hands) de Norman Foster
- 1950 : La Flèche et le Flambeau (The Flame and the Arrow) de Jacques Tourneur
- 1951 : Dix de la légion (Ten Tall Men) de Willis Goldbeck
- 1952 : Catch conjugal (The First Time) de Frank Tashlin
- 1952 : Le corsaire rouge (The Crimson Pirate) de Robert Siodmak
- 1954 : Le Roi des îles (His Majesty O'Keefe) de Byron Haskin
- 1954 : Bronco Apache (Apache) de Robert Aldrich
- 1954 : Vera Cruz de Robert Aldrich
- 1955 : Marty de Delbert Mann
- 1955 : L'Homme du Kentucky (The Kentuckian) de Burt Lancaster
- 1956 : Trapèze (Trapeze) de Carol Reed
- 1957 : La Nuit des maris (The Bachelor Party) de Delbert Mann
- 1957 : Le Grand Chantage (Sweet Smell of Success) d'Alexander Mackendrick
- 1958 : L'Odyssée du sous-marin Nerka (Run Silent Run Deep) de Robert Wise
- 1958 : Tables séparées (Separate Tables) de Delbert Mann
- 1959 : Au fil de l'épée (The Devil's Disciple) de Guy Hamilton
- 1960 : Le Vent de la plaine (The Unforgiven) de John Huston
- 1961 : Le Temps du châtiment (The Young Savages) de John Frankenheimer
- 1962 : Le Prisonnier d'Alcatraz (Birdman of Alcatraz) de John Frankenheimer
- 1962 : Taras Bulba de J. Lee Thompson
- 1964 : Les Trois Soldats de l'aventure (Flight from Ashiya) de Michael Anderson
- 1964 : La mariée a du chien (Wild and Wonderful) de Michael Anderson
- 1965 : Cat Ballou d'Elliot Silverstein
- 1967 : La Route de l'Ouest (The Way West) d'Andrew V. McLaglen
- 1972 : Fureur apache (Ulzana's Raid) de Robert Aldrich